# Виття 2
Виття 2 (англ. Howling II: Stirba - Werewolf Bitch) — американський фільм жахів 1985 року.

## Сюжет
Сестра американця Бена Вайта була перевертнем. Але не по своїй волі: її заманили, а потім вбили перевертні із Трансільванії. Про це Бен довідався після похорону від сивочолого Стефана, який здається, знав про перевертнів все. Стефан радить Бену і його подружці Дженні поїхати в Трансільванію, щоб знищити цю організацію перевертнів.

## У ролях
| Актор            | Роль             |
| ---------------- | ---------------- |
| Крістофер Лі     | Стефан Кроско    |
| Енні Макенро     | Дженні Темпелтон |
| Реб Браун        | Бен Вайт         |
| Марша Гант       | Маріана          |
| Сібіл Даннінг    | Стібра           |
| Джадд Омен       | Влад             |
| Ферді Мейн       | Ерл              |
| Патрік Філд      | Диякон           |
| Джиммі Нейл      | Дом              |
| Стівен Броновскі | Мун Девіл        |

## Ланки
- Виття 2 на сайті IMDb (англ.)
- Виття 2 на сайті AllMovie (англ.)
- Howling II: Your Sister Is a Werewolf на сайті Rotten Tomatoes (англ.)